# Andreas Schifferer
Andreas Schifferer (n. 3 august 1974, Radstadt, Salzburg, Austria) este un schior alpin ce a reprezentat Austria, medaliat olimpic. A participat la 2 ediții ale Jocurilor Olimpice (1998, 2002) în care a câștigat o medalie de bronz.